# Callithrix saterei
Mico saterei là một loài động vật có vú trong họ Cebidae, bộ Linh trưởng. Loài này được Silva & Noronha miêu tả năm 1998.

## Hình ảnh

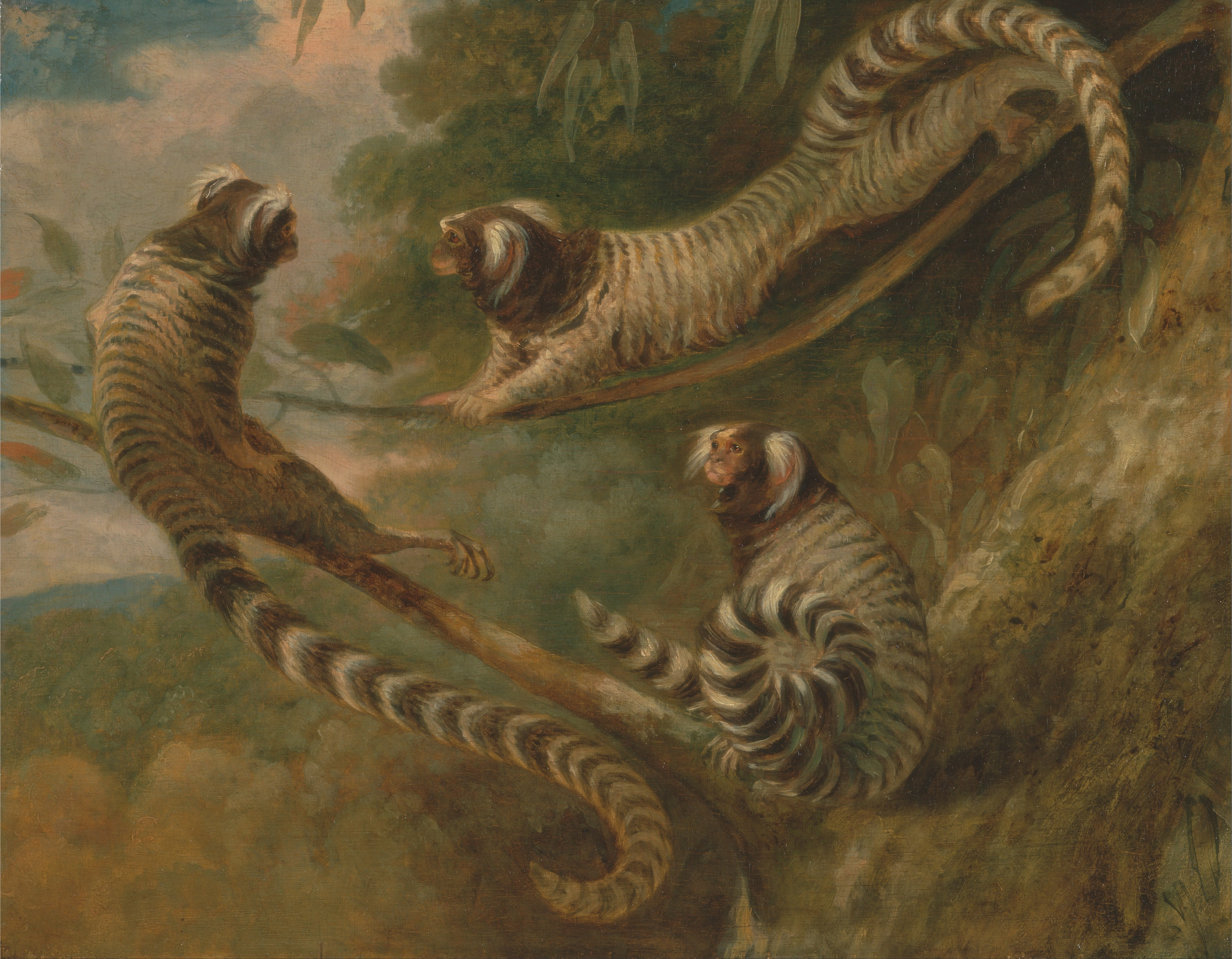